# Dmitar Zvonimir
Dmitar Zvonimir (overleden 20 april 1089) Latijn: Demetrius Zvonimirus, Kroatisch: Dmitar Zvonimir of Dimitrije Zvonimir. Was van 1075 tot aan zijn dood koning van het middeleeuwse koninkrijk Kroatië. Hij was de laatste (of voorlaatste) etnisch Kroatische koning die zijn macht uitoefende over het hele Kroatische koninkrijk.

## Levensloop
Zvonimir kwam uit de Kroatische Trpimirović-dynastie en was eerst Ban van Slavonië in dienst van koning Stefanus I van Kroatië en werd vervolgens prins van Kroatië in dienst van koning Petar Krešimir IV. Voor zijn dood in 1074 riep hij Zvonimir uit tot zijn opvolger, die in het voorjaar van 1075 de troon besteeg. Er was eigenlijk een bloedverwant die meer recht op de troon had, genaamd prins Stefan, maar deze was te ziek om te regeren. 
Zvonimir werd op 8 oktober 1075 in de basiliek van Sint-Pieter en Mozes in Solin gekroond door een afgezant van Paus Gregorius VII. Zijn regeringszetel was in Knin, de stad die nog steeds de bijnaam "Zvonimir's stad" draagt.
Hij werd beschouwd als een nauwe bondgenoot van de paus, institutionaliseerde de Gregoriaanse hervorming en schafte de slavernij af tijdens zijn bewind. Hij was een vel bestrijder van het Bijzantijnse Rijk en bevocht dat rijk samen in een alliantie met de Noormannen.
In 1088 kwam er een nieuwe paus genaamd Urbanus II. Zvonimir vroeg om militaire steun in de strijd tegen de Seltsjoeken, die Constantinopel bedreigde. Zvonimir riep de Sabor bijeen op het Kroatische merelveld bij Biskupija om de paus met zijn troepen te verwelkomen en te ondersteunen. Hij stierf echter tijdens deze bijeenkomst. Er zijn twee versies van de doodsoorzaak: de ene spreekt van hem die het slachtoffer werd van een samenzwering en vermoord werd, de andere van een natuurlijke dood.
Vanaf 1063 was Zvonimir getrouwd met de verre verwant Jelena de Schone (Jelena lijepa), een zus van de koningen Géza I en Ladislaus I. Via Jelena had hij familiebanden met de koninklijke familie van het Koninkrijk Hongarije, maar ook met Polen, Denemarken, Bulgarije en Byzantium.
Jelena beviel van twee kinderen: zoon Radovan stierf echter voor zijn vader. Dochter Claudia trouwde later met de woiwode van Lapcani Lika.